# EuroVelo 3
L’EuroVelo 3 (EV 3), detta anche «la strada dei pellegrini», è una pista ciclabile parte della rete del programma europeo EuroVelo. Lunga 5.122 chilometri, unisce Trondheim in Norvegia a Santiago di Compostela in Spagna.